# مقهى الهافانا

## مقهى الهافانا
مقهى الهافانا تأسس في عام 1945 وهو مقهى دمشقي يقع في قلب مدينة دمشق العاصمة السورية، على الجهة اليمنى لشارع بور سعيد الممتد بين ساحة يوسف العظمة ومحطة الحجاز، يقع في منطقة مهمّة رسميا واقتصاديا وثقافيا، حيث يجاور بناء المحافظة التي تقع في ساحة يوسف باسم العظمة، ويجاور منطقة الفردوس التي تنتشر فيها أغلب مكاتب الطيران، ويجاور سوق الصالحية الذي يعدّ من أقدم وأعرق أسواق دمشق، وتعود شهرته لجذبه لعدد كبير من المثقفين ممّا جعله مكانا لالتقاء الأدباء والمفكرين والشعراء ليس السوريين وحسب بل العرب أيضا.
منذ أواسط الثمانينات بدأ نجم «الهافانا» بالأفول، وكانت الحادثة الكبرى في منتصف ثمانينات القرن المنصرم والتي كادت تقضي عليه وتلغي وجوده من خارطة المقاهي الدمشقية هي قيام أحد تجار البناء الدمشقيين بشرائه بغية تحويله إلى محلات لبيع الألبسة والعطور وغيرها. ولكن كان أحد المثقفين له بالمرصاد مطالب بعدم التفريط بهذا الصرح الثقافي، ولأهمية التاريخية والمعنوية والثقافية لمقهى الهافانا، وللأحداث التي شهدها والشخصيات البارزة في المجتمع الدمشقي التي كانت ترتاده من المشاهير السوريين والعرب، كان القرار الحكيم باستملاك المقهى من قِبل وزارة السياحة السورية.
وتعاقدت الوزارة مع «شركة الشام للفنادق والسياحة» المعروفة التي يديرها رجل الأعمال السوري عثمان العائدي بترميم وتجديد المقهى واستثماره مع المحافظة عليه كمقهى ثقافي له تاريخة وشهرته.

## تاريخ الهافانا
لمقهى الهافانا تاريخ عريق في دمشق احداث وقصص وشخصيات بارزة من المجتمع السوري ومن العرب كانت ترتاده منذ الاربعينات في القرن الماضي فقد كان من المقاهي الهامة مثل مقهى الروضة ومقهى البرازيل مقهى الكمال ومن رواده السوريين الشاعر محمد الماغوط ومؤسس حزب البعث زكي الأرسوزي والاديب الشاعر إسماعيل عامود والكاتب الساخر شريف الراس ومن الشعراء والأدباء السوريين ومن السياسين في الاربعينات والخمسينات ومن رواده ممن كانوا يأتون دمشق من الدول العربية كان الشاعر العراقي بدر شاكر السياب وعبد الوهاب البياتي وأحمد الصافي النجفي الذي كان مقيما في دمشق، وكان يجلس في «الهافانا» لساعات طويلة، والشاعر القروي، ومحمد مهدي الجواهري و الشاعر مظفر النواب ، والمصري أحمد عبد المعطي حجازي. ومن الفنانين الذين ارتادوه من مصر كان محمود المليجي وفريد شوقي والمغني محمد عبد المطلب وعدد من الفنانين السوريين، وكان رواده من مصر يشبّهونه بمقهى الفيشاوي القاهري، وكذلك رجا النقاش كان مقهى الهافانا الدمشقي ملتقى النخبة من المثقفين والمفكرين والأدباء والشعراء ورجال المجتمع.